# Kurt Brass
Kurt Brass (geboren 4. Oktober 1880 in Hohenstadt, Mähren, Österreich-Ungarn; gestorben 14. April 1964 in Lindau (Bodensee)) war ein österreichischer, tschechoslowakischer und deutscher Chemieingenieur und Hochschullehrer.

## Leben
Der Sohn eines Kaufmanns und Fabrikanten studierte Chemie an der Ingenieurschule Mülhausen im Elsass und an der Universität Basel; er wurde 1903 in Basel promoviert. Anschließend arbeitete Brass als Volontär in Betrieben der Chemieindustrie und der Textilindustrie. Nach mehrjähriger Tätigkeit als unbesoldeter Assistent habilitierte er sich 1914 an der Technischen Hochschule München. Von 1914 bis 1918 leistete er Kriegsdienst in einem österreichischen Schützenregiment, zuletzt als Hauptmann. 1922 ging er an die Technische Hochschule Stuttgart, und von 1928 bis 1945 war er ordentlicher Professor für organisch-chemische Technologie an der Deutschen Technischen Hochschule Prag, 1938/1939 war er dort Rektor.
Brass engagierte sich politisch und wurde 1907 Mitglied der Deutschen Nationalpartei, in der 1918 gegründeten Tschechoslowakei war er Mitglied der Nachfolgepartei gleichen Namens. In Deutschland war er von 1918 bis 1933 Mitglied der Deutschnationalen Volkspartei (DNVP). 1934 schloss Brass sich der Sudetendeutschen Heimatfront (ab 1935 Sudetendeutsche Partei – SdP) an und wurde 1936 Abgeordneter der Partei im Tschechoslowakischen Senat. In der Sudetenkrise war Brass vom 23. September 1938 bis 2. Oktober 1938 als Geisel inhaftiert. Am 4. Januar 1939 beantragte er die Aufnahme in die NSDAP und wurde rückwirkend zum 1. November 1938 aufgenommen (Mitgliedsnummer 6.867.222). Er fungierte nach der Zerschlagung der Tschechoslowakei ab April 1939 in der NSDAP-Kreisleitung Prag als Kreisamtsleiter für Technik. Brass wurde am 1. Mai 1939 Mitglied der SA mit dem Rang eines Obersturmbannführers.
Nach Ende des Zweiten Weltkriegs floh Brass in den Westen und fand eine Stelle als Dozent in Lindau.

## Schriften (Auswahl)
- Übersicht über die Zwischenprodukte der Fabrikation von Farbstoffen aus den Bestandteilen des Steinkohlenteers, ihre Abstammung und Verwandtschaft: Nebst den aliphaten Hilfsstoffen. München : Piloty & Loehle, 1923
- Praktikum der Färberei und Druckerei: für die chemisch-technischen Laboratorien der Technischen Hochschulen und Universitäten, für die chemischen Laboratorien höherer Textil-Fachschulen und zum Gebrauch im Hörsaal bei Ausführung von Vorlesungsversuchen. Berlin: J. Springer, 1924, doi:10.1007/978-3-642-99588-0